# Małgorzata Przeniosło
Małgorzata Grażyna Przeniosło – polska matematyk, pedagog i historyk, profesor nauk humanistycznych, profesor nadzwyczajny Wydziału Pedagogicznego i Artystycznego Uniwersytetu Jana Kochanowskiego w Kielcach.

## Życiorys
W 1999 na podstawie rozprawy pt. Obraz granicy funkcji kształtowany w czasie studiów matematycznych uzyskała na Wydziale Matematyczno-Fizyczno-Technicznym Wyższej Szkoły Pedagogicznej im. Komisji Edukacji Narodowej w Krakowie stopień naukowy doktora nauk matematycznych dyscyplina: matematyka specjalność: dydaktyka matematyki.
W 2012 na podstawie dorobku naukowego oraz monografii pt. Matematycy polscy w dwudziestoleciu międzywojennym. Studium historyczne otrzymała na Wydziale Humanistycznym Uniwersytetu Jana Kochanowskiego w Kielcach stopień naukowy doktora habilitowanego nauk humanistycznych dyscyplina: historia specjalność: historia społeczno-polityczna XIX i XX w. Prezydent Andrzej Duda nadał jej w 2018 tytuł naukowy profesora nauk humanistycznych.
Była zatrudniona w Instytucie Matematyki Wydziału Matematyczno-Przyrodniczego Akademii Świętokrzyskiej im. Jana Kochanowskiego w Kielcach. Została profesorem nadzwyczajnym Wydziału Pedagogicznego i Artystycznego Uniwersytetu Jana Kochanowskiego w Kielcach w Instytucie Edukacji Szkolnej.